# Nemacladus rigidus
Nemacladus rigidus är en klockväxtart som beskrevs av Mary Katherine Curran. Nemacladus rigidus ingår i släktet Nemacladus och familjen klockväxter. Inga underarter finns listade i Catalogue of Life.